# Cerjak
Cerjak je priimek v Sloveniji, ki ga je po podatkih Statističnega urada Republike Slovenije na dan 1. januarja 2010 uporabljalo 217 oseb in je med vsemi priimki po pogostosti uporabe uvrščen na 1.955. mesto.

## Znani nosilci priimka
- Dinko Cerjak (1895—1981), inženir gozdarstva
- Mojca Cerjak (*1959), ilustratorka
- Radovan Cerjak, pravnik, odvetnik, publicist
- Silvo Cerjak (1954—1988), alpinist in gorski reševalec
- Slavko Cerjak (1956—2008), gledališki in filmski igralec